# Bossa de mà

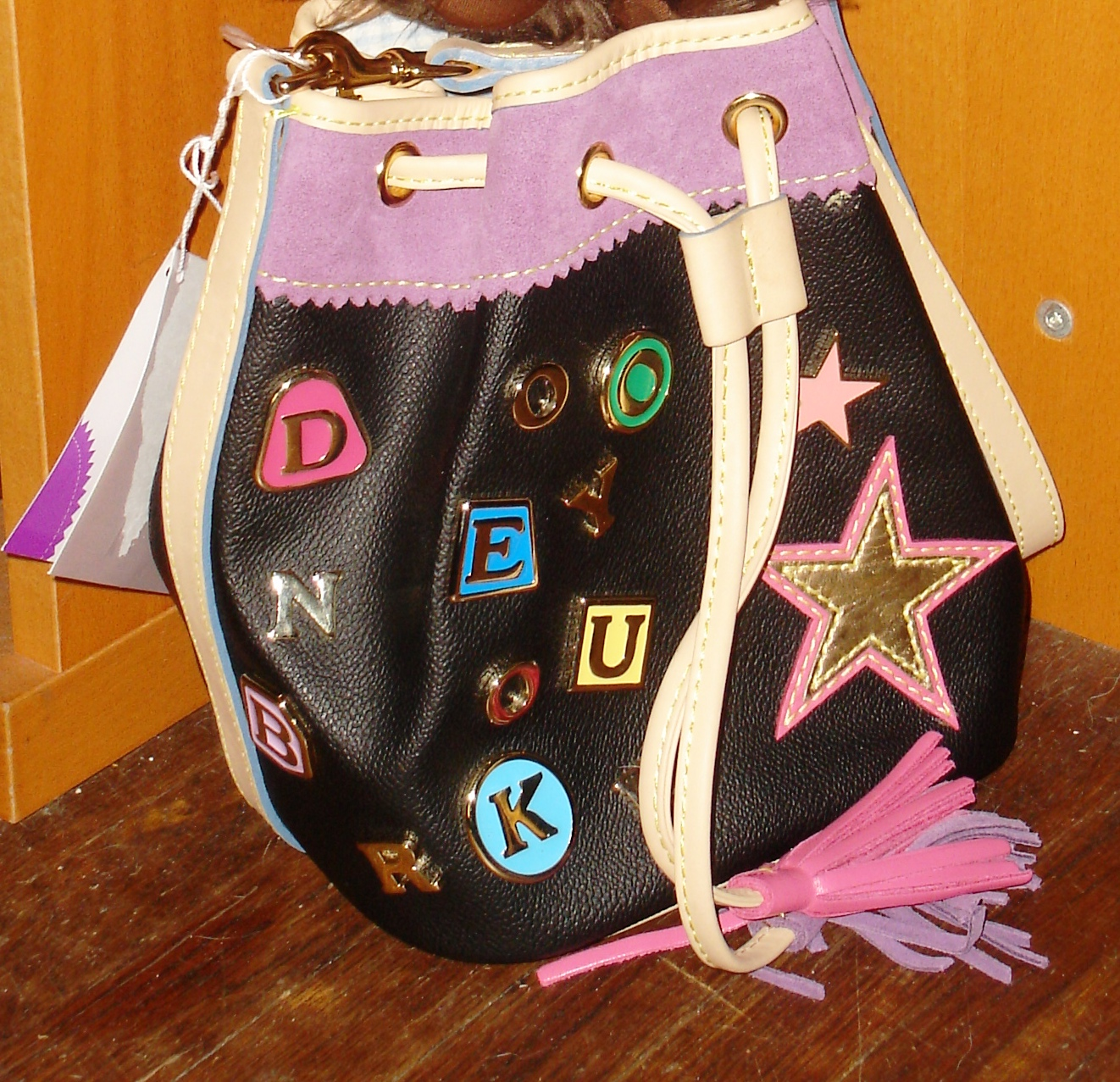
Bossa de Dooney and Bourke.

La bossa de mà o simplement bossa és un accessori de moda d'ús generalment femení que serveix per a transportar un nombre reduït d'objectes d'ús freqüent, com ara carteres, moneders, claus, documents, articles de bellesa femenina (maquillatge, pintallavis, etc.), pinta, cigarrets, etc. Pot tenir diferents formes i mides i, així mateix, es pot fabricar amb una pluralitat de materials (per exemple, cuir, plàstic o tela); aquests elements depenen, en gran manera, de la moda existent en un moment i lloc determinats. Des d'inicis del segle xxi s'han popularitzat les bosses tote, anomenades així en català i tote bag en anglès i altres llengües.
Concretament, la bossa femenina s'anomena bossa de mà quan duu nansa curta i es porta a la mà; per qüestions de comoditat, però, la majoria de bosses pengen d'una corretja més o menys llarga, i es duen sobre l'espatlla o bé en bandolera. En català, «bossa» deriva de la paraula «borsa» que, al seu torn, procedeix del llatí (bursa) que, al seu torn, prové del grec  βυρσα /Byrsa. En la parla col·loquial aquests accessoris sovint són designats, impròpiament, pel castellanisme "bolso". Fabricants de bosses reputats són Louis Vuitton i Dolce & Gabbana, per esmentar-ne alguns.

## Història

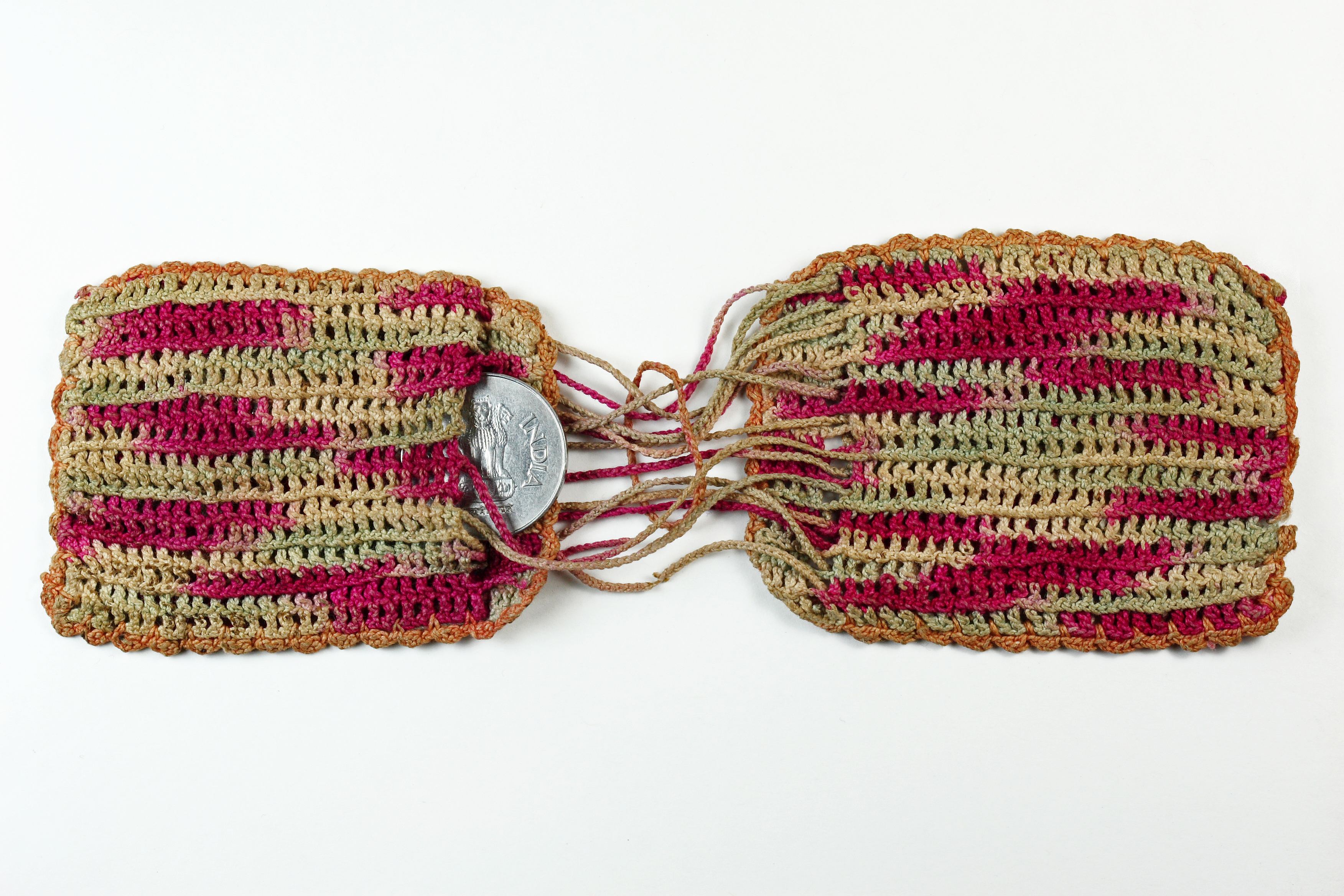
Antiga bossa índia de dona.

Es desconeix amb exactitud des de quan hi ha les bosses, ja que no s'han conservat referències històriques que reflecteixin amb veracitat la data de la seva creació. No obstant això, es pot afirmar que ja en la prehistòria s'usaven instruments similars. Tot això es dedueix d'algunes pintures rupestres trobades en què s'aprecia dibuixos de figures femenines portant objectes semblants a bosses. Segons es creu, és possible que l'home nòmada hagués desenvolupat la bossa per poder transportar l'aliment que caçava o recol·lectava durant els seus desplaçaments, utilitzant per a això la pell dels animals que consumia.
Des de llavors, la bossa es va convertir en un element important per a la vida quotidiana per la seva gran utilitat. Així, en la Bíblia el podem trobar citat en el Llibre d'Isaïes capítol 03:18 (aproximadament de l'any 750 aC) que diu:
| « | En aquell dia el Senyor traurà els ornaments dels turmells, les diademes, les llunetes, els anells, els braçalets, els vels, els adorns de cap, els ornaments dels peus, les cintes, els flascons de perfum, els amulets, els anells, les joies del nas, les robes festives, els mantells, els mocadors, les bosses, els miralls, la roba íntima, els turbants i les mantellines. | » |

Les alforges estan íntimament relacionades amb les bosses, ja que aquelles són les antecessores d'aquestes. Les alforges es diferencien que eren uns sacs de roba curts i amples i amb forma quadrada que eren usats per a transportar ceràmica, aliments i objectes pesats.

## Classes de bosses

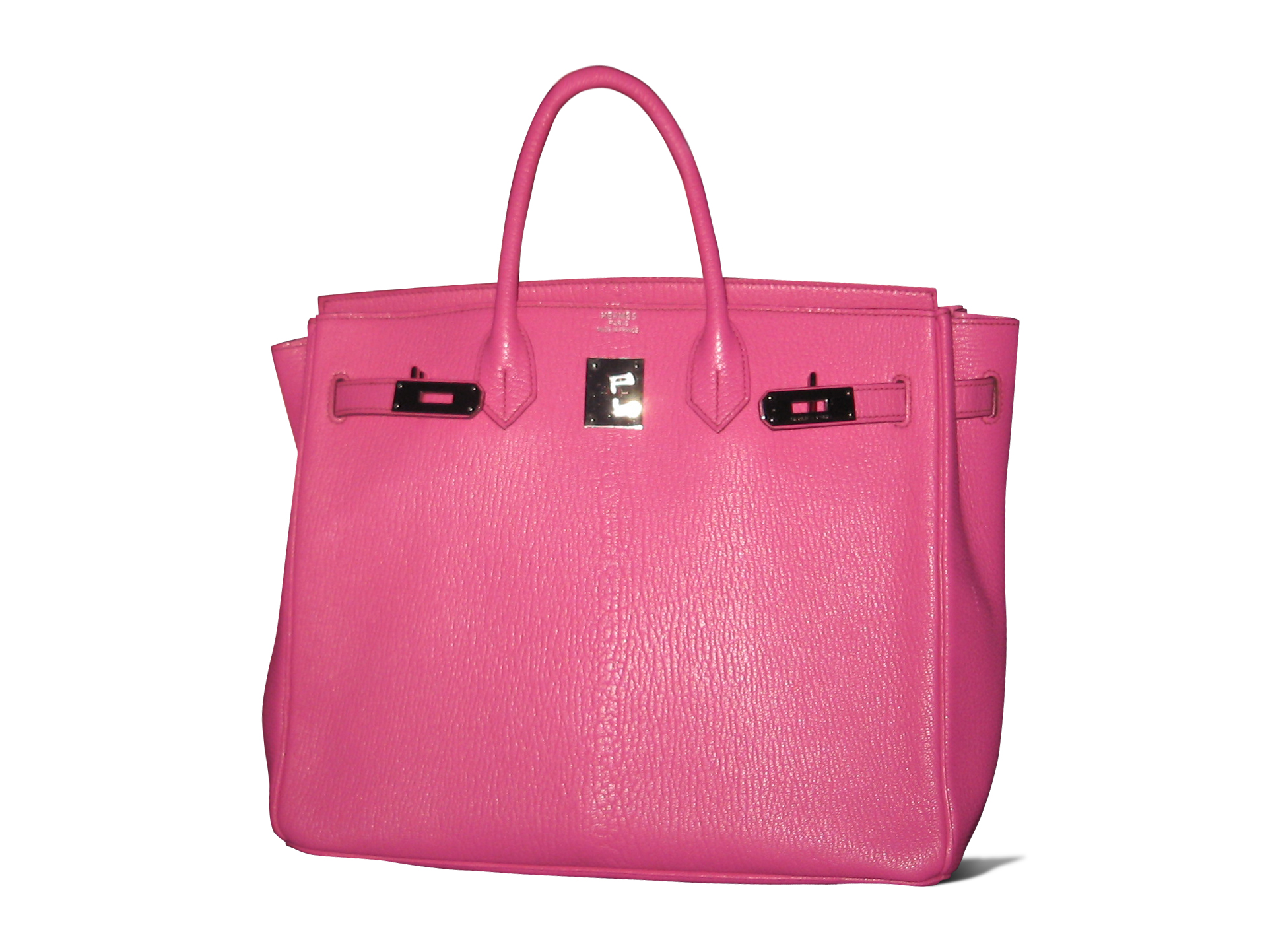
Bossa Pink Birkin

- Bandolera: Bossa que inclou una tira de tela (o un altre material) d'un extrem a un altre i que es porta penjada del cos de forma transversal, passant la cinta pit i esquena des d'una espatlla fins al maluc contrari.
- Bossa de mà: És la més freqüent. Es refereix a la bossa que té nanses i s'usa de manera habitual per portar objectes d'ús freqüent. És un complement de moda i en alguns casos esdevé un símbol de luxe i estatus social, com la popular bossa Birkin.
- Bossa de viatge: Bossa de grans dimensions usada per a viatjar. Serveix per a transportar camises, pantalons, sabates, etc.
- Cartera: Feta en cuir o tela, amb nansa, de forma similar a la maleta.
- Cartera (de mà): Bossa petita per a dur-hi documentació personal, bitllets, fotografies, etc.
- Moneder: Bossa de dimensions reduïdes el propòsit del qual és el de guardar monedes.
- Sac mariner: Bossa alta i amb forma de sac usada pels militars per a transportar objectes personals.
- Ronyonera: Petita bossa rectangular amb dues tires de tela en cada extrem que se subjecten al voltant de la cintura, quedant localitzada a la zona lumbar (a l'alçada dels ronyons). En origen, era utilitzada pels ciclistes.
- Portafolis o portadocuments: Bossa dissenyada per al transport de folis i documents, normalment realitzada en cuir, de forma similar a una maleta.
- Sarró: Bossa amb corretja llarga que es penja de l'espatlla, generalment en bandolera, per a dur-hi provisions.